# Bataille de Furnes (mai 1793)
Pour les articles homonymes, voir Bataille de Furnes.
Première Coalition
Batailles
La 2e bataille de Furnes oppose, en Belgique, les troupes de la République française à celle de l'empire d'Autriche le 12 prairial an I (31 mai 1793).

## Contexte
Après la prise de Furnes le 18 novembre 1792, puis son évacuation par les troupes françaises quelque temps après, Furnes repassa sous la domination les Autrichiens. 

## La bataille
Deux colonnes françaises, l'une de deux mille cinq cents hommes, partie de Cassel, sous les ordres de Stettenhoffen; l'autre, d'environ quinze cents hommes, tirés du camp de Ghyvelde, trouvèrent dans Furnes une garnison de douze cents fantassins allemands et de cent cavaliers. 
De forts retranchements, des avenues difficiles, un terrain coupé où des tirailleurs étaient embusqués, rendaient cette conquête difficile. Cependant, après une vive résistance qui dura deux heures et demie, les Autrichiens plièrent, et les Français firent leur entrée dans Furnes, le 31 mai 1793 (12 prairial an I).